# Raoul de Bourges
Raoul, Radulfo o Rodolfo de Bourges, fue arzobispo de Bourges del 842 hasta su muerte en Junio de 866. Es un santo católico celebrado el 21 de junio.

## Biografía
Era hijo de Raoul (o Rodulfe) de Quercy, conde de Quercy y señor de Turenne y de su esposa Aiga. En 823, fue nombrado oblato por sus parientes con el fin de que fuera clérigo. Fue muy probablemente fraile en la Abadía de Solignac en Limousin en 841.
Nombrado abad de Solignac, fue nombrado arzobispo de Bourges probablemente en el segundo semestre de 842, ya que el 29 de julio de 842 Pipino II de Aquitania lo llama fidelis noster sin darle su título de arzobispo que no aparece en los textos hasta febrero de 844. Pero los frailes del Saint-Sulpice de Bourges escriben que es arzobispo desde 842 hasta su muerte en 867, durante 25 años; no obstante Adón de Viena, arzobispo de Viena indica que está muerto en junio de 866. Louis Duchesne indica que es citado en dos diplomas del año que sigue a la muerte de Ludovico Pío (el 20 de junio de 840), en el primero con el título de abad, en el segundo con el de obispo
En 845, participa en las negociaciones entre Carlos el Calvo y Pipino II de Aquitania que tuvieron lugar en la Abadía de Fleury, de donde fue abad hasta 859.
Fue primeramente cercano a Pipino II de Aquitania antes de acercarse a Carlos el Calvo después de su encarcelamiento en 849. En octubre de 855 en Limoges y con el fin de satisfacer a los grandes de Aquitania, Carlos el Calvo hace proclamar, jurar y coronar rey de Aquitania por el arzobispo de Bourges a su segundo hijo, Carlos el Niño. 
Según Johannes Trithemius, habría sido también abad de Saint-Médard de Soissons. Habría participado con este título en el concilio de Maguncia de 848. Esta afirmación parece dudosa para Maximin Deloche porque siendo arzobispo de Bourges en esta fecha, su título no es citado.
En 843 transfiere las reliquias de Santa Perpetua de Roma a la abadía de Dèvres (o Deuvre), a Saint-Georges-sur-la-Prée. En 846, habría transferido también las reliquias de San Satur, compañero de Felicitas y de Perpetua, martirizados en Cartago en 203, en el Castillo Gordon, que tomó el nombre de Saint-Satur.
En 855, fundó la abadía Saint-Pierre de Beaulieu-sur-Dordogne (Corrèze) sobre un bien heredado. Se instala con los frailes venidos de la abadía de Solignac; con el fin de rezar por el reposo del alma de su padre Raoul. Fundó la abadía de Végennes en 856.
Participa en varios concilios: Meaux, en 845, Toul, en 859, Tusey, en 860, y Pîtres, en 861-862,.
Es el primer prelado de Bourges en haber obtenido del papa Nicolás I el título de primado de los Aquitaines y de los Narbonnaises, y patriarca en una carta datada de 864.
Se dedicó a reformar todos los abusos que había constatado en su diócesis. Para dar a conocer a su clero los antiguos cánones donde la observancia estaba resultando muy aproximativa, redactó la  Instrucción pastoral. Esta selección ha servido hasta el siglo XX en la formación del clero.

## Anexos